# Gelos
Gelos (en occitano: Gelòs) es una población y comuna francesa, en la región de Aquitania, departamento de Pirineos Atlánticos, en el distrito de Pau y cantón de Pau-Ouest.
El topónimo Gelos fue mencionado por primera vez en el siglo XII.

## Caballerizas Nacionales
Las caballerizas nacionales, en francés, 'le haras national' de Pau-Gelos es un emplazamiento de las caballerizas nacionales, integrado desde 2010 en el Instituto Francés qquino y de la equitación. La instalaciones de las caballerizas nacionales de Pau-Gelos se encuentran en el castillo de Gelos construido en 1784 por iniciativa del baron Martin-Simon de Duplaà.

## Demografía
| 723                       | 753 | 818 | 929 | 1 158 | 1 104 | 1 127 | 1 143 | 1 100 | 1 171 | 1 270 | 1 313 | 1 328 | 1 377 | 1 459 | 1 537 | 1 635 | 1 581 | 1 606 | 1 726 | 1 720 | 1743 | 2 021 | 2 135 | 2 509 | 2 762 | 2 724 | 3 367 | 3 161 | 3 148 | 3 529 | 3 666 | 3 683 | 3 681 |
| (Fuente: Cassini e INSEE) |     |     |     |       |       |       |       |       |       |       |       |       |       |       |       |       |       |       |       |       |      |       |       |       |       |       |       |       |       |       |       |       |       |